# Värnpliktskongressen
Värnpliktskongressen kallas den kongress där direktvalda värnpliktiga ombud från Sveriges samtliga förband är representerade. Kongressens huvuduppgifter är att ta fram ett nytt värnpliktsprogram samt att välja det nya Värnpliktsrådet. Sedan 1997 anordnas Värnpliktskongressen i Värnpliktsrådets regi kontra tidigare då kongressen ordnades av Försvarsmakten. 
Platser för Värnpliktskongressen
- 2024 Upplands Väsby
- 2023 Upplands Väsby
- 2022 Alvik
- 2021 Digitalt
- 2020 (framskjuten till 2021)
- 2019 Nacka
- 2008 Eskilstuna
- 2007 Skövde
- 2006 Stenungsund, extrakongress
- 2006 Södertälje
- 2005 Skövde
- 2004 Skövde
- 2003 Södertälje
- 2002 Södertälje
- 2001 Piteå
- 2000 Skövde
- 1999 Halmstad
- 1998 Halmstad
- 1997 Enköping
- 1994 Halmstad
- 1993 Eskilstuna
- 1992 Södertälje